# Dragon (Schiff, 1760)
Die Dragon war ein 74-Kanonen-Linienschiff 3. Ranges der Bellona-Klasse der britischen Marine, das von 1760 bis 1783 in Dienst stand.

## Geschichte

### Bau
Die spätere Dragon wurde am 28. Dezember 1757, zusammen mit ihrem Schwesterschiffen Bellona und Superb bestellt. Das Schiff wurde unter der Bauaufsicht von Adam Hayes in der Marinewerft in Deptford (London) am 28. März 1758 auf Kiel gelegt. Der Stapellauf erfolgte am 4. März 1760 und die Indienststellung am 7. März 1760. Die Baukosten betrugen 38.118 Pfund und 6 Schilling (siehe Pfund Sterling).

### Einsatzgeschichte
Nach ihrer Indienststellung unter Captain Augustus John Hervey wurde die Kent bis zum 19. April 1760 ausgerüstet und Einsatzfähig gemacht.
Im Juni 1761 wurde die Dragon vorübergehend  von Capt. Archibald Cleveland und kurz darauf von Capt. John Lendick kommandiert, während die Dragon von 6. April bis 8. Juni 1761 in der Belleisle Bay lag. Sie lief am 30. Oktober 1761 zu den westindischen Leeward Islands in der Karibik aus. Von 7. Januar 1762 bis 10. Februar 1762 nahm sie an der Invasion von Martinique teil. Am 24. Und 25. Februar 1762 lag sie vor St. Lucia und fuhr im April nach Jamaica um Cape Francois zu blockieren. Von 6. Juni 1762 bis 13. August 1762 nahm die Dragon an der Belagerung von Havanna teil, die mit der Einnahme der spanischen Stadt durch die Briten endete.
Im November 1762 lag sie wieder in Portsmouth und wurde bis 10. Februar 1763 überholt und als Wachschiff ausgerüstet. Die Mannschaft musterte im März 1763, mutmaßlich mit dem Ende des Siebenjährigen Krieges, ab. Die Dragon wurde im Mai 1763 unter Capt. John Montagu wieder in Dienst gestellt, erneut in Portsmouth stationiert und blieb bis 1769 als Wachschiff auch unter Capt. John Albert Bentinck (von 1766 bis 1768) und Capt. Robert Hughes (von 1769 bis 1770) im Einsatz. Die Dragon wurde im April 1769 für 3671 Pfund, 19 Shilling 10 Pence zum Truppentransporter umgerüstet. Die Mannschaft musterte im April 1770 ab.
Die Dragon wurde bis 21. Februar 1770 überholt. Auf Befehl der Admiralität (Vereinigtes Königreich) vom 26. August 1780 wurde die Dragon von September bis November 1780 für 1065 Pfund, 3 Shilling, 1 Penny, zum Vorratsschiff umgebaut und für eine Mannschaft von 92 Mann eingerichtet. Im Oktober 1780 wurde sie unter das Kommando von Cmdr. Samuel Osborn gestellt. Im Juli 1782 wurde das Kommando von Cmdr. Thomas Ley übernommen, bis die Mannschaft im März 1783 abmusterte.
Am 1. Juni 1784 wurde die Dragon für 620 Pfund in Portsmouth verkauft.

## Liste der Kommandanten
| Name                         | Beginn der Amtszeit | Ende der Amtszeit |
| ---------------------------- | ------------------- | ----------------- |
| Captain Augustus John Hervey | 7. März 1760        | 15. Dezember 1762 |
| außer Dienst bzw. aufgelegt  |                     |                   |
| Captain John Montagu         | 6. Mai 1763         | 6. Mai 1766       |
| Captain John Albert Bentinck | 6. Mai 1766         | 21. März 1769     |
| Captain Robert Hughes        | 21. März 1769       | 2. April 1770     |
| außer Dienst bzw. aufgelegt  |                     |                   |
| Commander John Ferguson      | 12. Oktober 1780    | 21. März 1781     |
| Commander Samuel Osborn      | 23. März 1781       | 6. Juli 1782      |
| Commander Thomas Arthur Ley  | 9. Juli 1782        | 21. April 1783    |